# Venezuela vid världsmästerskapen i friidrott 2009
Venezuela deltog i Världsmästerskapen i friidrott 2009 och åkte till Berlin med en aktiv friidrottare. 

## Venezuelanska deltagare

### Herrar
| Gren      | Deltagare         | Resultat | Placering           |
| 800 meter | Eduard Villanueva | 1:48.61  | Utslagen i försöken |

### Damer
| Gren          | Deltagare      | Resultat | Placering         |
| Släggkastning | Rosa Rodríguez | 65.88    | Utslagen i kvalet |